# Анна Азарі
Анна Азарі (1959, Вільнюс, Литовська РСР, СРСР) — ізраїльська дипломатка, Надзвичайний і Повноважний Посол Держави Ізраїль.

## Біографія
Народилася у 1959 році в Вільнюсі.
У 1972 репатріювалася в Ізраїль.
У 1983 закінчила коледж із підготовки дипломатів при МЗС Ізраїлю. Закінчила Університет Хайфи.

### Кар'єра
З 1983 — працює в МЗС Ізраїлю.
З 1984 по 1986 — співробітниця Фонду ім. Ротшильда.
З 1986 по 1989 — співробітниця Департаменту у справах країн Східної Європи МЗС Ізраїлю.
З 1989 по 1992 — консулка Генерального консульства Ізраїлю в Сан-Франциско та Північно-західній частині Тихоокеанського узбережжя США.
З 1992 по 1993 — Перша секретарка першого міжнародного відділу, Перша секретарка Департаменту політичного планування МЗС Ізраїлю.
З 1995 по 1997 — радниця-посланниця Посольства Ізраїлю в Російській Федерації.
З 1998 по 1999 — заступниця начальника першого відділу Департаменту у справах країн Східної Європи МЗС Ізраїлю.
З 1999 по 2003 — Надзвичайний і повноважний посол держави Ізраїль в Україні та в Молдові за сумісництвом.
З 2005 по 2007 — очолювала відділ Євразії у департаменті Центральної Європи і Євразії МЗС Ізраїля.
З 2007 по 2010 — Надзвичайний і повноважний посол Держави Ізраїль в Російській Федерації та за сумісництвом в Республіці Білорусь.
З 2014 року посол Ізраїлю в Польщі.